# 藍星花
藍星花（学名：Evolvulus nuttallianus）为旋花科土丁桂屬下的一个种，分佈於美國中部。

## 扩展阅读
- 維基物種上的相關：藍星花